# Kevin Gallacher
Kevin William Gallacher, född 23 november 1966 i Clydebank är en skotsk före detta professionell fotbollsspelare som var aktiv från 1983 till 2002. Han spelade för klubbarna Dundee United, Coventry City, Blackburn Rovers, Newcastle United, Preston North End, Sheffield Wednesday och Huddersfield Town.
Han vann Premier League med Blackburn Rovers för säsongen 1994–1995.
Gallacher spelade också 53 landslagsmatcher för Skottland från 1988 tills 2001.